# Шесть взлетающих драконов
«Шесть взлетающих драконов» (육룡이 나르샤) — 50-серийный южнокорейский драматический телесериал в жанре «сагык» по мотивам корейской истории. Рассказывает об основании государства Чосон.
Приквел к сериалу «Дерево с глубокими корнями».. Сценарий написала Ким Ёнхён, известная ранее работами для исторических телесериалов «Жемчужина дворца», «Королева Сондок» и «Дерево с глубокими корнями». В главных ролях: Ю Аин, Ким Мёнми́н, Син Сегён, Пён Ёха́н, Юн Кюнсан, Чхон Ходжин.

## Название
Название сериала отсылает к средневековому корейскому тексту «Ода о драконах, летящих к небу»: драконы, упомянутые в этом тексте, представляют собой шесть основателей государства Чосон. Слово 나르샤  в средневековом корейском имело значение «взлетать», «лететь ввысь», соответственно название сериала означает «Шесть взлетающих драконов» или «Шесть драконов, летящих вверх».

## Сюжет
Рассказ об основании государства Чосон в Корее и амбициях, успехах и конфликтах нескольких реальных и вымышленных людей, с акцентом на молодого принца Ли Банвона.

## В ролях

### Шесть драконов
- Ю Аин — Ли Банвон[6]
- Ким Мёнмин —  Чон Доджон (Самбон)
- Чон Ходжин — Ли Сонге
- Син Сегён — Пун И
- Пён Ёхан — Ли Банджи (Тансэ), лучший мечник в Трёх царствах
- Юн Кёнсан — Мин Мухёль, лучший мечник Чосона

### Второстепенные роли
- Пак Хэсу — Ли Джиран
- Пак Хёкквон — Киль Тэми/Киль Сонми
- Пак Сонхун — Киль Ю, сын Киль Тэми
- Ли Сундже  — Ли Джачун
- Чон Юми  — Ён Хии[7]
- Юн Чанъён
- Со Донвон — Чонджон
- Хан Ери
- Ким Хичжон — королева Синдок, вторая жена
- Чон Юнсок — Ли Бансок, второй сын Ли Сонге и королевы Синдок

## Показ
Сериал транслировался с 5 октября 2015 по 22 марта 2016 года на канале SBS как часть программы 25-летней годовщины деятельности SBS.
50 серий, каждая примерно 60 минут, показывали по понедельникам и вторникам после 22:00 местного времени.

### Рейтинги
Согласно TNmS Ratings, наиболее низкий рейтинг просмотра 9,5 % получила 7 серия, самый высокий был у 36 серии — 14,6 % при измерении по всей Республике Корея. Для сеульского столичного региона самый низкий рейтинг был у 22 серии: 10,8 %, а самый высокий тоже у 36 серии — 17,3 %. Средний рейтинг по всем сериям составил 11,6 % по стране, 13,3 % среди зрителей столичного региона.
Согласно AGB Nielsen, самый низкий рейтинг просмотра имела 3 серия: 11,6 % по стране и 12,9 % по столичному региону. Самый высокий рейтинг по стране был у последней серии — 17,3 %, а в столичном регионе наибольшее внимание зрителей получила всё та же кульминационная 36 серия — 19,3 %. Средний рейтинг по всем сериям составил 14,3 % по стране, 16,0 % по столичному региону.
По сравнению с сериалом «Дерево с глубокими корнями» — предыдущей работой этой же команды сценаристов — наблюдается падение рейтингов.

## Саундтрек
1. Six Flying Dragons (заглавная тема) (육룡이 나라샤) —
2. The Time is You (너라는 시간이 흐른다) — Ким Джунсу
3. Civilian’s Sorrow (갈 길히 입더시니) — Ким Суджин
4. 6 Dragon Resentment (하날히 브리시니) — Джу Джинно и Ким Суджин feat. Ли Бонгын
5. Don’t Come Telling Me Goodbye (이별로 오지마) — Ынха́ (из группы GFriend)[11]
6. People of the World (천하창생) — Ли Ёнджун
7. Cho-young’s Theme (일후믈 저싸바니) — Хон Донпё
8. Muyiyiya (무이이야) — Пён Ёхан
9. Pain of the People (생령조상) — Ли Джонхан
10. Unparalleled Splendor (개세기상) — Хон Донпё
11. In the Middle of the World (세상 한가운데) — Син Ёнджэ
12. Bang-won’s Nature (불휘 기픈 남가) — Ким Суджин
13. Hero’s Fight (Moo-hyul’s Theme) (성무를 뵈요리) — Ым Джухёк
14. So It Was You (그댄가봐요) — Ким Бокён
15. A Sorrowful Heart (민막) — Ли Ёнджун
16. Ddangsae’s Avenge (하날히 달애시니) — Джу Джинно feat. Ли Бонгын
17. Muyiyiya (Rock Ver.) (무이이야) — Ха Хёну
18. Your Cry (Boon-yi’s Theme) (일성이어니) — Ли Джонхан
19. I Miss You (Do-jun’s Theme) (내님금 그리샤) — Ким Суджин
20. Cover My Two Eyes (두 눈을 가려도) — Ли Джию
21. Lonely Winner (나만뜻) — Warak
22. Muyiyiya (Original Ver.) (무이이야) — Коянский мужской хор
23. Ending Theme (님금하 아라쇼셔) — Джу Джинно

## Премии и номинации
| Год  | Премия                                                               | Категория                                                  | Получатель/номинант       | Результат |
| ---- | -------------------------------------------------------------------- | ---------------------------------------------------------- | ------------------------- | --------- |
| 2015 | Премия для телесериалов телекомпании SBS                             | Гран-при (Тэсан)                                           | Ю Аин                     | Номинация |
| 2015 | Премия для телесериалов телекомпании SBS                             | Top Excellence Award, Актёр в телесериале                  | Ю Аин                     | Победа    |
| 2015 | Премия для телесериалов телекомпании SBS                             | Top Excellence Award, Актёр в телесериале                  | Ким Мёнмин                | Номинация |
| 2015 | Премия для телесериалов телекомпании SBS                             | Top Excellence Award, Актёр в телесериале                  | Чон Ходжин (천호진)       | Номинация |
| 2015 | Премия для телесериалов телекомпании SBS                             | Top Excellence Award, Актриса в телесериале                | Юн Сонха                  | Номинация |
| 2015 | Премия для телесериалов телекомпании SBS                             | Excellence Award, Актёр в телесериале                      | Пён Ёхан (변요한)         | Победа    |
| 2015 | Премия для телесериалов телекомпании SBS                             | Excellence Award, Актёр в телесериале                      | Чхве Джонвон              | Номинация |
| 2015 | Премия для телесериалов телекомпании SBS                             | Excellence Award, Актриса в телесериале                    | Син Сегён                 | Победа    |
| 2015 | Премия для телесериалов телекомпании SBS                             | Специальный приз лучшему актёру в телесериале              | Пак Хёккво́н (박혁권)      | Победа    |
| 2015 | Премия для телесериалов телекомпании SBS                             | Специальный приз лучшему актёру в телесериале              | Чон Номи́н (전노민)        | Номинация |
| 2015 | Премия для телесериалов телекомпании SBS                             | Специальный приз лучшей актрисе в телесериале              | Чон Юми                   | Номинация |
| 2015 | Премия для телесериалов телекомпании SBS                             | «Топ-10 звёзд»                                             | Ю Аин                     | Победа    |
| 2015 | Премия для телесериалов телекомпании SBS                             | «Топ-10 звёзд»                                             | Син Сегён                 | Победа    |
| 2015 | Премия для телесериалов телекомпании SBS                             | «Лучшая пара»                                              | Ю Аин и Син Сегён         | Победа    |
| 2015 | Премия для телесериалов телекомпании SBS                             | Премия от продюсеров                                       | Ю Аин                     | Номинация |
| 2015 | Премия для телесериалов телекомпании SBS                             | «Новая звезда»                                             | Кон Сынён (공승연)        | Победа    |
| 2015 | Премия для телесериалов телекомпании SBS                             | «Новая звезда»                                             | Пён Ёхан                  | Победа    |
| 2015 | Премия для телесериалов телекомпании SBS                             | «Новая звезда»                                             | Юн Кёнса́н                 | Победа    |
| 2016 | Премия «Пэксан» (Фестиваль искусств Пэксан)                          | Премия «Пэксан» за лучший телесериал                       | Шесть взлетающих драконов | Номинация |
| 2016 | Премия «Пэксан» (Фестиваль искусств Пэксан)                          | Лучший режиссёр                                            | Син Кёнсу́                 | Номинация |
| 2016 | Премия «Пэксан» (Фестиваль искусств Пэксан)                          | Лучший актёр                                               | Ю Аин                     | Победа    |
| 2016 | Премия «Пэксан» (Фестиваль искусств Пэксан)                          | Лучший начинающий актёр                                    | Пён Ёха́н                  | Номинация |
| 2016 | Премия «Пэксан» (Фестиваль искусств Пэксан)                          | Лучший сценарий                                            | Ким Ёнхён, Пак Санъён     | Номинация |
| 2016 | Korean Broadcasting Гран-при (43 церемония вручения)                 | Лучший полнометражный драматический сериал                 | Шесть взлетающих драконов | Победа    |
| 2016 | Сеульская международная драматическая премия (11 церемония вручения) | Лучший телесериал                                          | Шесть взлетающих драконов | Победа    |
| 2016 | Сеульская международная драматическая премия (11 церемония вручения) | Лучший актёр                                               | Ю Аин                     | Номинация |
| 2016 | APAN Star Awards (5 церемония вручения)                              | Награда за высшее мастерство, Лучший актёр в телесериале   | Ким Мёнми́н                | Номинация |
| 2016 | APAN Star Awards (5 церемония вручения)                              | Награда за высшее мастерство, Лучшая актриса в телесериале | Син Сегён                 | Номинация |
| 2016 | APAN Star Awards (5 церемония вручения)                              | Excellence Award, Актриса в телесериале                    | Чон Юми                   | Победа    |
| 2016 | Korea Drama Awards (9-я церемония вручения)                          | Лучший телесериал                                          | Шесть взлетающих драконов | Номинация |
| 2016 | Korea Drama Awards (9-я церемония вручения)                          | Лучший режиссёр-постановщик                                | Син Кёнсу                 | Номинация |
| 2016 | Asia Artist Awards                                                   | Гран-при (Тэсан)                                           | Ю Аин                     | Номинация |
| 2016 | Премия «Grimae» (23 церемония вручения)                              | Лучший новичок-актёр                                       | Юн Кёнса́н                 | Победа    |
| 2016 | 9th Tokyo Drama Awards (Япония)                                      | Лучший иностранный телесериал                              | Шесть взлетающих драконов | Победа    |
| 2017 | 5я ежегодная премия «DramaFever»                                     | Лучший актёр                                               | Ю Аин                     | Номинация |